# Оленська Христина Іванівна
Христина Іванівна Оле́нська (англ. Christine Olensky; 17 квітня 1941, Ротенбург — 29 вересня 1979, Нью-Йорк) — український художниця та скульпторка  ; член Об'єднання митців-українців в Америці. Сестра художниці Аркадії Оленської-Петришин.

## Життєпис
Народилася 17 квітня 1941 року в місті Ротенбурзі (нині Німеччина). З 1949 року — у Сполучених Штатах Америки. 1965 року закінчила Нью-Йоркський університет; навчалася у художній студії Мирослава Радиша.
Померла в Нью-Йорку 29 вересня 1979 року. Похована на цвинтарі святого Андрія у Саут-Баунд-Бруці.

## Творчість
Працювала у галузі станкового живопису. Серед робіт:
- «Леся Українка» (1960-ті, картон, олія);
- «Матір» (полотно, олія);
- «Соняшники» (полотно, олія);
- «Півонії»  (1970-ті, полотно, олія);
- «Сни–1»;
- «Сни–2»;
- «Сон»;
- «Дитина у кошику»;
- «Дитина із соскою»;
- «Дитина–1»;
- «Замотана дитина»;
- «Оголена, яка сидить»;
- «Джиґун»;
- «Жінка на рандеву»;
- «Суєта суєт»;
- «Натюрморт з овочами»;
- «Натюрморт із горщиком»;
- «Квіти»;
- «Німфа»;
- «Святий Севастіян».

З початку 1960-х років стала відомою майстринею оригінальних ювелірних виробів з пап'є-маше, які прикрашали Барбру Страйзенд, Софі Лорен, Урсулу Андресс. Виставляла біжутерію в Музеї модерного  мистецтва в Нью-Йорку, Музеї торгівлі в Філадельфії, Музеї сучасного промислу, ЕКСПО'67 та на численних групових виставках у різних галереях. Репродукції праць друкувалися у журналах «Vogue», «Harper's Bazaar», «Life», «Look» та інших. 
Наприкінці життя у гротескно-експресивному стилі створювала скульптури й рельєфи. 
Брала участь у виставках українських художників у США з 1956 року. Персональні виставки провела у Нью-Йорку, Монреалі у 1960–1970 роках, Чикаго у 1982 році.
Деякі твори зберігаються у збірках Культурного центру Кеннеді у Вашингтоні та Світовій квартирі пепсіко у Вестчестері у Нью-Йорку.